# Pierce Brosnan

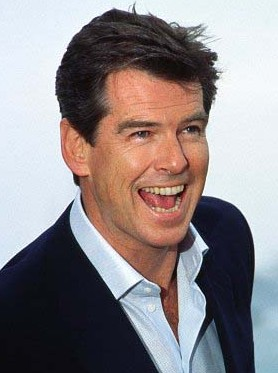
Pierce Brosnan a Cannes (2002)

Pierce Brendan Brosnan OBE (Castletown, Comtat de Meath, Irlanda, 16 de maig de 1953) és un actor irlandès.
Conegut per ser el cinquè actor a interpretar James Bond en les adaptacions oficials de les pel·lícules produïdes per Eon Productions: GoldenEye (1995), El demà no mor mai (1997), Amb el món no n'hi ha prou (1999) i Mor un altre dia (2002) i per interpretar a Remington Steele, en la sèrie de televisió estatunidenca homònima, emesa per l'ABC entre 1982 i 1987 i per TV3 el 1999, i RTVE a partir del 1986.

## Biografia

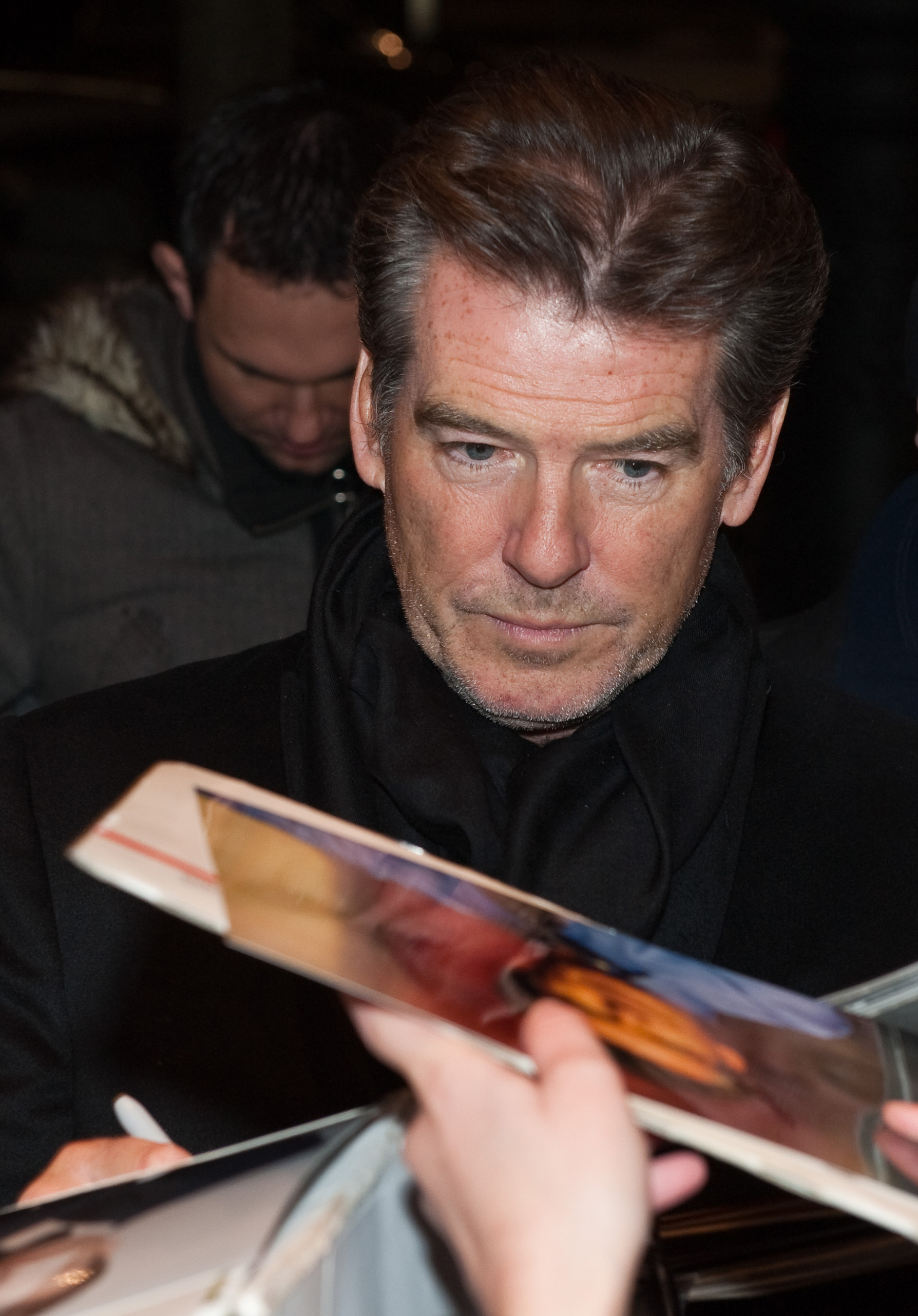

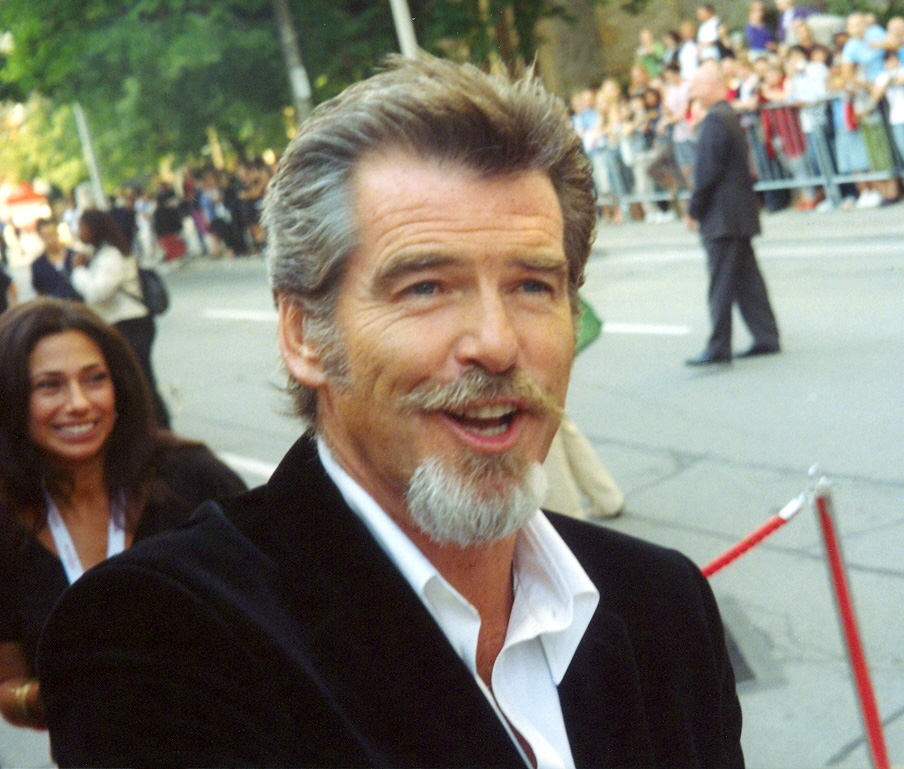
Pierce Brosnan en el Festival de Toronto 2005.

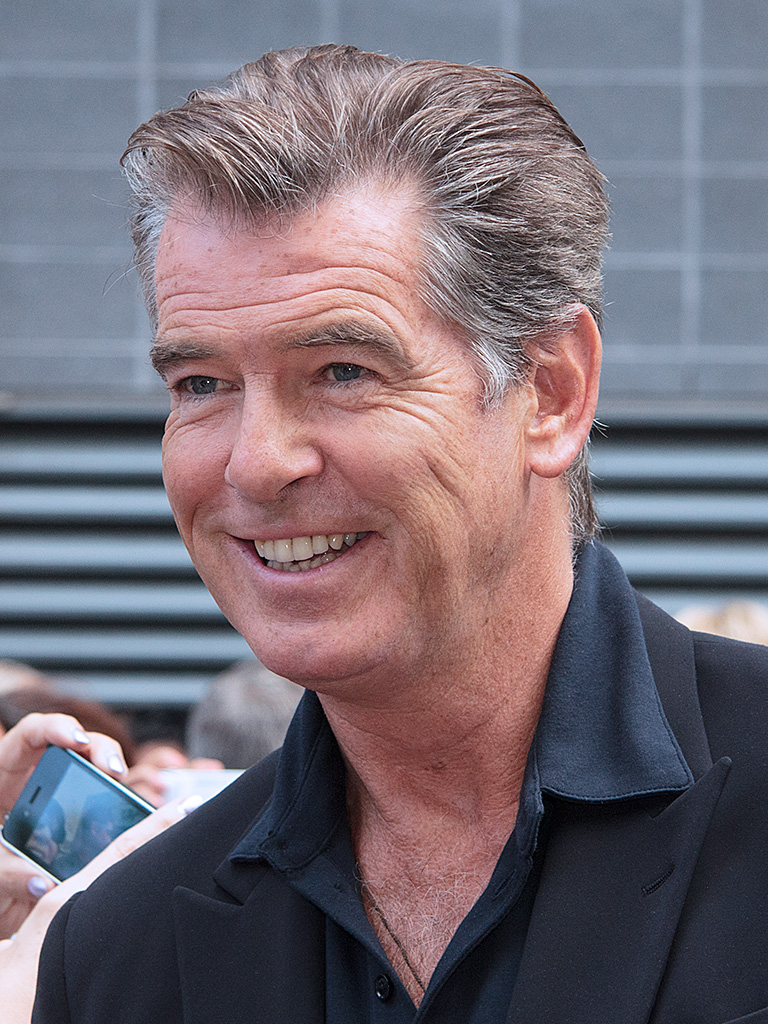
Brosnan en el Festival de cinema de Toronto de 2013.

Pierce Brendan Brosnan va néixer a Irlanda, fill de May i Thomas Brosnan. Thomas va abandonar la seva dona i fill quan Pierce només era un bebè i la seva mare va marxar a Londres per treballar com a infermera, quedant-se Brosnan amb els seus avis materns Philip i Kathleen Smith. Amb deu anys, ja morts els seus avis, Pierce es va traslladar a la capital britànica per viure al costat de la seva mare.
A mitjans dels anys 70 i després d'abandonar els seus estudis en l'institut Elliott Comprehensive, Pierce va començar a sentir-se atret pel teatre i es va matricular en el London Drama Center, on es va graduar el 1975.

### Vida personal
Brosnan va conèixer l'actriu australiana Cassandra Harris (1948-1991) el 1977 i es van casar el 27 de desembre de 1980. Va quedar vidu el 1991. Va tenir amb ella al seu fill Sean (1983) i va adoptar  Christopher i Charlotte (fills d'Harris del seu matrimoni amb Dermot Harris entre 1970 i 1978), després de la mort de Dermot Harris el 1986.
El 1994 va conèixer a la periodista estatunidenca Keely Shaye Smith (1963). Es van casar el 4 d'agost de 2001 i junts tenen dos fills, Dylan Thomas (1997) i Paris Beckett (2001), amb els quals resideix en Malibu Beach (Califòrnia). L'1 de juliol de 2013 va morir la seva filla Charlotte Emily a causa d'un càncer d'ovaris, la mateixa malaltia que va segar la vida de la seva primera esposa i mare de Charlotte. Persones properes a la família Brosnan reconeixen l'amor de la parella pel menjar i el vi.

## Trajectòria cinematogràfica
Després dels seus inicis en l'escena teatral, Brosnan va debutar al cinema amb la pel·lícula El Llarg Divendres Sant (1980), història de gàngsters dirigida per John MacKenzie. Va participar l'any 1982 en la reeixida sèrie televisiva Remington Steele que li va portar a aconseguir la popularitat a nivell internacional. El 1988 va ocupar el paper protagonista de la sèrie Noble House, que representava la continuïtat d'una novel·la de James Clavell, Brosnan representava al Tai Pa de la Noble House. Després d'intervenir com Phileas Fogg en la minisèrie La Volta al Món en 80 dies (1989), basada en una novel·la de Jules Verne, i en títols cinematogràfics com El quart protocol (1987), La secta dels falsaris (1988), El tallador de gespa (1992), Mrs. Doubtfire (1993) o Love Affair (1994), Pierce va aconseguir l'estrellat internacional gràcies a la seva elecció com James Bond, el personatge literari creat per Ian Fleming.
La seva primera pel·lícula com a agent 007 va ser Goldeneye (1995), un film dirigit per Martin Campbell. Amb posterioritat va tornar a interpretar el famós espia Bond en El demà no mor mai (1997) del director Roger Spottiswoode, Amb el món no n'hi ha prou (1999) de Michael Apted i Mor un altre dia (2002), pel·lícula dirigida per Lee Tamahori.
Al marge del seu paper com a James Bond, en l'època en la qual encarnava a l'agent secret britànic, Brosnan també va protagonitzar títols com Un poble anomenat Dante's Peak (1997), El secret de Thomas Crown (1999) o El sastre de Panamà (2001), adaptació d'una novel·la de John le Carré. Altres pel·lícules de la seva filmografia són El gran cop (2004), The Matador (2005), títol en el qual compartia crèdits amb Greg Kinnear o Enfrontats (2006), un western co-protagonitzat per Liam Neeson.
En Butterfly on a Wheel (2007) va interpretar a Tom Ryan, un perillós criminal que segrestava a la filla de Maria Bell i Gerard Butler. En Married Life (2007) era Richard, el millor amic de Chris Cooper, i en Mamma Mia! (2008), film amb música de ABBA, interpretava a Sam Carmichael, un dels possibles pares d'Amanda Seyfried, juntament amb Meryl Streep, Colin Firth i Stellan Skarsgård. En el film The Greatest (2009) era el marit de Susan Sarandon, on els dos patien la pèrdua d'un fill en accident de trànsit. En la pel·lícula L'escriptor (2010), film dirigit per Roman Polanski i coprotagonitzat per Ewan McGregor, interpreta un ex-primer ministre britànic anomenat Adam Lang. En el drama familiar i romàntic Recorda'm (2010) era el pare de Robert Pattinson i en I Don't Know How She Does It (2011) formava part d'un triangle amorós amb Sarah Jessica Parker i Greg Kinnear.
Va interpretar a un suïcida a Millor un altre dia (2014), pel·lícula basada en la novel·la En Picat de Nick Hornby. El mateix any va participar en la intriga d'espionatge The November Man (2014) i va formar un triangle amorós amb Salma Hayek i Jessica Alba en la comèdia Some Kind of Beautiful (2014). Més tard va intervenir en The Coup (2015), The Moon and the Sun (2016) de Sean McNamara, Urge (2016) de Daemon Sloane i The Expendables 4 (2016) de Patrick Hughes.

## Filmografia
- El llarg Divendres Sant (The Long Good Friday) (1980)
- El mirall trencat (The Mirror Crack'd) (1980)
- Remington Steele (1982–1987) (sèrie de TV)
- Nomads (1986)
- Taffin (1987)
- El quart protocol (The Fourth Protocol) (1987)
- The Deceivers (1988)
- Noble House (1988)
- Around the World in Eighty Days (1989)
- Mister Johnson (1990)
- El tallador de gespa (The Lawnmower Man) (1992)
- Fil mortal (Live Wire) (1992)
- Mrs. Doubtfire (1993)
- Death Train (1993)
- Love Affair (1994)
- Night Watch (1995)
- Goldeneye (1995)
- Mars Attacks! (1996)
- L'amor té dues cares (The Mirror Has Two Faces) (1996)
- Robinson Crusoe (1997)
- El demà no mor mai (Tomorrow Never Dies) (1997)
- Un poble anomenat Dante's Peak (Dante's Peak) (1997)
- Quest for Camelot (1998)
- Mussol gris (1999)
- Amb el món no n'hi ha prou (The World Is Not Enough) (1999)
- El secret de Thomas Crown (The Thomas Crown Affair) (1999)
- El sastre de Panamà (The Tailor of Panama) (2001)
- Mor un altre dia (Die Another Day) (2002)
- Evelyn (2002)
- El gran cop (After The Sunset) (2004)
- Laws of Attraction (2004)
- El matador (The Matador) (2005)
- Enfrontats (Seraphim Falls) (2007)
- Xantatge (Butterfly on a Wheel) (2007)
- Married Life (2007)
- Mamma Mia! (2008)
- La millor (The Greatest) (2009)[10]
- Recorda'm (Remember Me) (2010)
- Percy Jackson & the Olympians: The Lightning Thief (2010)
- L'escriptor (The Ghost Writer) (2010)
- Salvation Boulevard (2011)
- I Don't Know How She Does It (2011)
- Amor és tot el que necessites (Den skaldede frisør) (2012)
- Love Punch (2013)
- The World's End (2013)
- Millor un altre dia (A Long Way Down) (2014)
- The November Man (2014)
- The Coup (2015)
- I.T. (2016)
- The Son (2017–2019) (sèrie de TV)
- Mamma mia, ja hi tornem a ser! (Mamma Mia! Here We Go Again) (2018)
- Spinning Man (2018)
- Final Score (2018)
- Eurovision Song Contest: The Story of Fire Saga (2020)
- Riverdance: The Animated Adventure (2021)
- The Misfits (2021)
- False Positive (2021)
- La Ventafocs (Cinderella) (2021)
- La filla del rei (The King's Daughter) (2022)
- Black Adam (2022)
- The Last Rifleman (2023)